# Lomme
Pour les articles homonymes, voir Lomme (homonymie).
Lomme est une commune française située dans le département du Nord et la région Hauts-de-France, c'est une commune associée de Lille.

## Géographie
Lomme se trouve à la périphérie de Lille, au nord-ouest. Elle est depuis 2000 une commune associée à cette dernière et est membre de la Métropole européenne de Lille.
Située en Flandre romane, dans la vallée de la Deûle, elle jouxte les communes de Lille, Lambersart, Lompret, Pérenchies, Capinghem, Ennetières-en-Weppes, Englos, Sequedin, Loos et Haubourdin.
| Capinghem            | Pérenchies | Lompret    |
| Ennetières-en-Weppes | Lomme      | Lambersart |
| Sequedin             | Loos       | Lille      |

## Urbanisme

### Voies de communications et transports
L’axe structurant le plus important est la D933 (avenue de Dunkerque) disposant d’un faisceau métropolitain en infrastructure (ligne no 2).
La commune est desservie par plusieurs types de transports en commun :
- la ligne 2 du métro de Lille dessert Lomme sur six stations, dont le terminus : Saint-Philibert, Bourg, Maison des Enfants, Mitterie, Pont Supérieur, Lomme - Lambersart.
- le réseau de bus Ilévia (lignes 10, 18, CO2, CO3, Liane 99, 61, 62, 64, 75, 76, 80, 914 et 915)[1] ;

La gare de Lomme, arrêt ferroviaire de la ligne d'Haubourdin à Saint-André, située rue de la gare de Lomme, n'est plus desservie par les trains de voyageurs après avoir longtemps perduré comme boutique commerciale de la SNCF. Aujourd'hui elle abrite une occupation transitoire à vocation citoyenne, le tiers-lieu Le Quai des Transitions.

### Quartiers
Lomme comprend cinq quartiers : le Bourg, la Délivrance, la Mitterie, le Mont-à-Camp et le Marais.

#### Le Bourg

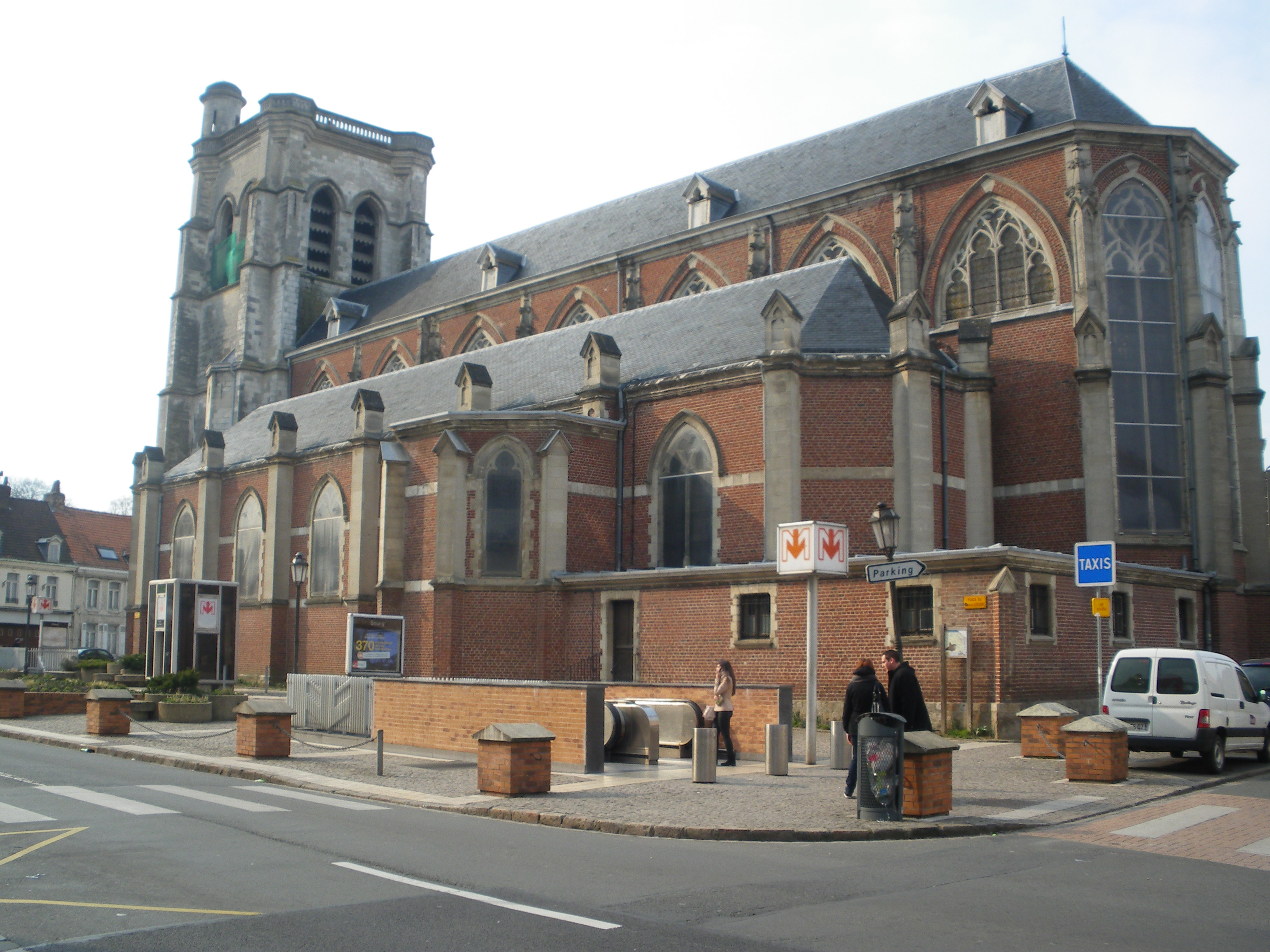
L'église du bourg sous le vocable de Notre-Dame-de-la-Visitation.

C'est le quartier le plus ancien et il était autrefois le cœur de la ville. L'église, Notre-Dame-De-La-Visitation, dont la construction remonte au XIIIe siècle a la particularité de ne plus avoir de flèche. Celle-ci fut détruite lors de la première guerre mondiale.

#### La Délivrance
Ce quartier édifié  près de la gare de triage construite vers 1920 était destiné à loger les cheminots. Appelé aussi cité Jardin, elle profitera un programme de réhabilitation des logements en 2025, et d'un programme de métamorphose des rues trottoirs

#### La Mitterie
Presque aussi ancien que le quartier du bourg, il correspond à la villa Ulma, terrain légué aux chanoines de la Collégiale Saint-Pierre de Lille qui donna son nom à la ville. Dans une période plus récente, on y trouvait notamment des ateliers de constructions mécaniques.

#### Mont-à-Camp
Le nom proviendrait d'une dénivellation du terrain (motte) sur lequel fut installée au XVIIe siècle  une garnison chargée de protéger Lille, d'où le nom de motte-à-camp, transformé en Mont-à-camp. L’église de mont-à-camp construite au début du siècle, qui était surmontée d'une statue du christ, fut démolie en 2005 pour être remplacée par une église plus fonctionnelle.
On y trouve la chapelle de la maladrerie, vestige d'une léproserie, édifiée entre 1461 et 1466. Ce monument est incontestablement aujourd'hui le plus ancien de tout Lomme. À cette époque, ce sont donc seulement les "ladres", les lépreux, qui vivent dans le petit hameau de Canteleu. En 1791, on recense seulement 24 habitants sur l'ensemble du hameau.
Le bourg industriel de Canteleu, qui a laissé son nom à une station de métro proche, était situé en partie sur ce quartier. Le nom "canteleu" signifiant "chante loup" (du picard "cante leu") était à l'origine celui d'un hameau situé à Esquermes (commune annexée à Lille en 1858).
Le bourg apparaît en 1857, date à laquelle Eugène Verstraete rachète les terres de la Maladrerie pour y édifier une usine de lin. Il construit ensuite durant les années 1860 les premières maisons de rangée individuelles du quartier pour y loger ses employés au début de ce qui est aujourd'hui la rue du Marais (à l'origine un très ancien chemin rural de communication, sans habitation, qui partait de la Maladrerie pour rejoindre l'abbaye de Loos). Ces maisons, qui existent toujours du côté impair au début de la rue sont aujourd'hui les plus anciens logements de particuliers de la ville. D'autres industries s'implantent dans le bourg et celui-ci se développe à cheval sur les communes de Lomme, Lambersart et Lille. En 1873, plusieurs notables, dont Eugène Verstraete, portent sans succès un projet visant à constituer le bourg en commune autonome.

#### Le Marais
Comme son nom l'indique, il était composé de marais qui furent asséchés au cours des siècles par les moines de l'abbaye de Loos.
Une des premières raffineries de France qui fournissait du pétrole pour les lampes d'éclairage s'y installa et ainsi que des filatures aujourd'hui disparues. L'église Notre-Dame-de-Lourdes date de 1895.

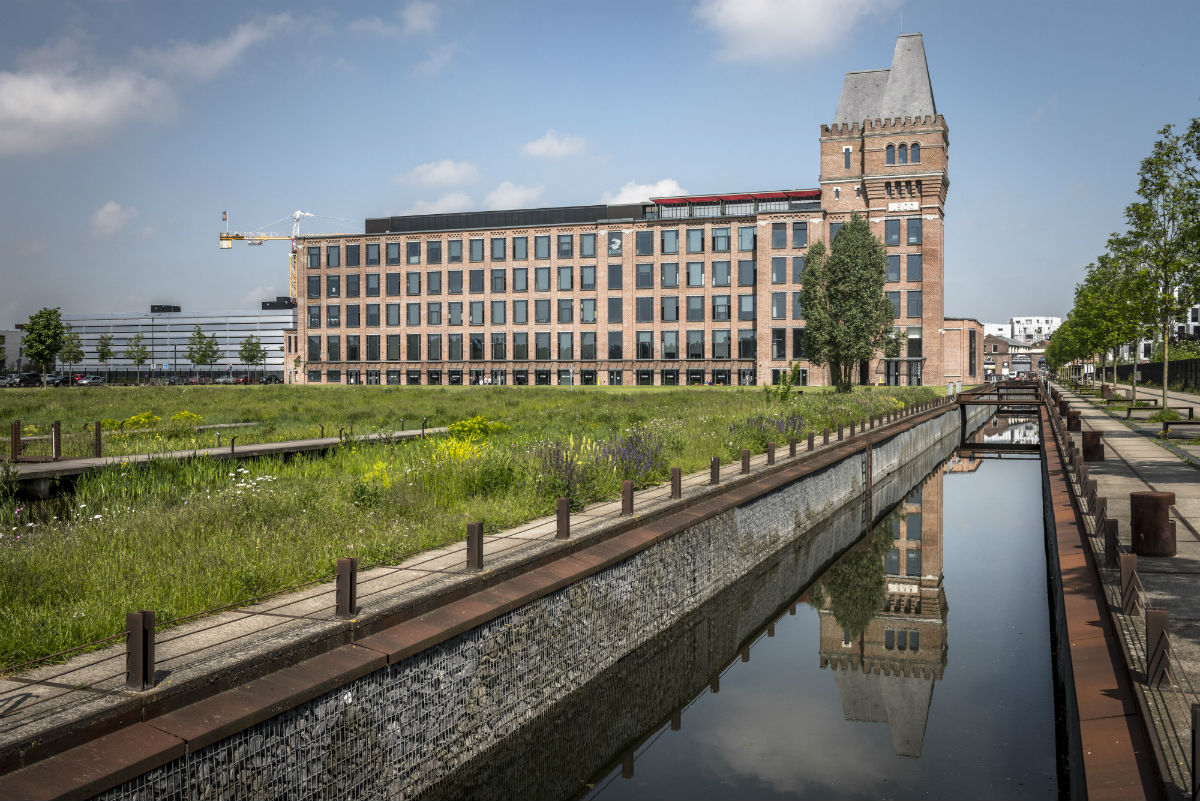
L'ancienne usine Le Blan-Lafont réhabilitée

Le Marais est également marqué dans sa partie est par le développement de l'industrie du bourg de Canteleu, qui s'étale vers le Marais. En particulier, l'usine Le Blan, repère du quartier, est construite à Lille à la limite de ce quartier. On met en place également des rigoles pour achever d'assécher les derniers marécages. Ces rigoles ont disparu aujourd'hui mais leur cours a défini des axes qui demeurent, comme l'impasse de la tortue. Le quartier s'assainit et prospère. À partir des années 1970-1980, néanmoins, les usines font faillite les unes après les autres et laissent derrière elles des zones désaffectées. Après des décennies d'immobilisme, le quartier bénéficie du rayonnement d'EuraTechnologies, gigantesque pôle d'innovation inauguré en 2009 dans l'usine Le Blan réhabilitée, et voit désormais affluer les investisseurs. Les anciens logements sont enfin remis aux normes et c'est désormais un quartier en pleine mutation qui attire un public de plus en plus jeune, séduit par un quartier d'avenir.

## Toponymie
L'origine du nom semble remonter au XIe siècle avec un lieu appelé villa Ulma, retrouvé dans le titre de la fondation de la Collégiale Saint-Pierre de Lille. Il viendrait donc du latin ulmus, orme (puis olm en flamand), indiquant un lieu où poussaient des ormes.

## Histoire
Lomme, qui faisait partie de la Flandre wallonne, et depuis la nouvelle  cartographie  de frontières  françaises et  belges communes,  nommée Flandre Française, dépendait de la châtellenie de Lille et du diocèse de Tournai puis de celui de Cambrai. Saint Bernard fonda une "abbaye-fille" de Cîteaux en 1146 dont Jean le Bel fut le premier abbé. À la suite des conquêtes de Louis XIV, Lomme devint française en 1667.
C'est au cours du XIXe siècle que la ville va connaître son essor avec l'arrivée de nombreuses industries, notamment textiles, mécaniques, ou chimiques.
Avant la Révolution française, Lomme était le siège de plusieurs seigneuries. L'une d'entre elles, le Grand-Bas (ou le Grand-Bus du nom d'un des seigneurs), était détenue en 1612 par Josse de Parmentier. Le 22 octobre 1612, la gouvernance de Lille a rendu une sentence à propos d'un différend entre Josse de Parmentier, licencié es-droits, seigneur du Grand-Bas à Lomme et les officiers fiscaux de la gouvernance. Ces derniers avançaient que Josse de Parmentier n'était pas noble et ne pouvait jouir des immunités (dont l'exemption d'impôts) liées à cet état. La sentence reconnait la noblesse du plaignant ce que celui-ci a pu prouver. Il est à noter que le père de Josse, Jean était greffier de la dite gouvernance, (ce qui a joué en sa faveur?). Sa mère était Philippine Picavet, dame du (« dame » est le féminin de « seigneur », du latin domina) Grand-Bas.
À la fin du XVIIe siècle, Jean-François du Bus, écuyer, est seigneur du Grand-Bas. Capitaine de cavalerie au service de Louis XIV, il est tué le 11 août 1675 à la bataille de Trèves sur la Sarre.
Lors de la Seconde Guerre mondiale, dans la nuit du 9 au 10 avril 1944, un bombardement anglais qui visait à quelques semaines du débarquement de Normandie l'important complexe ferroviaire et centre névralgique de la gare de triage de Lille-Délivrance fit plus de 400 victimes parmi la population, touchant plusieurs quartiers, la gare étant enserrée par la ville et cernée par plusieurs quartiers. Les villes voisines, jusqu'à Sequedin, Wambrechies, Marquette-lez-Lille ne sont pas épargnées.
Dans la seconde moitié du XXe siècle, avec la fermeture de ses usines, Lomme s'adapta en accueillant le MIN de Lille, en créant le centre commercial d'Englos, en recevant le nouvel hôpital Saint-Philibert, et en remplaçant ses tramways par la ligne 2 du métro de Lille (6 stations sur le territoire lommois).
Après des délibérations des conseils municipaux de Lille et de Lomme intervenues en 1999, les deux communes fusionnent le 22 février 2000 et Lomme devient une commune associée de Lille,,.

## Politique et administration

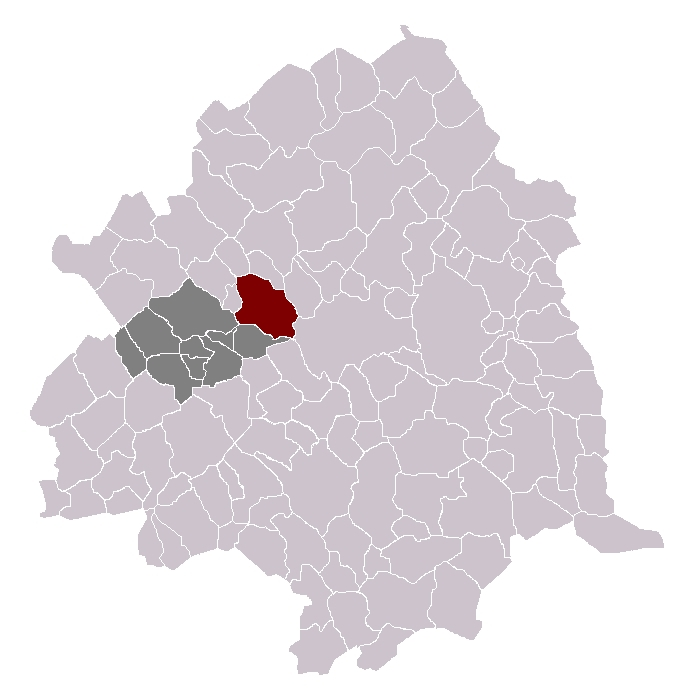
Lomme dans son ancien canton et son arrondissement en 2008

### Rattachements administratifs et électoraux
Avant sa fusion dans Lille, Lomme se trouvait dans l'arrondissement de Lille du département du Nord.
Elle faisait partie de 1793 à 1982 du canton d'Haubourdin, année où elle devient le chef-lieu du canton de Lomme. Dans le cadre du redécoupage cantonal de 2014 en France, cette circonscription administrative territoriale a disparu, et le canton n'est plus qu'une circonscription électorale.
Pour les élections départementales, le territoire de Lomme fait partie depuis 2014 du  canton de Lille-6
Pour l'élection des députés, son territoire fait partie de la onzième circonscription du Nord.

### Intercommunalité
Lomme faisait partie depuis 1967 de la communauté urbaine de Lille (CUDL), un établissement public de coopération intercommunale (EPCI) à fiscalité propre et auquel la commune avait transféré un certain nombre de ses compétences, dans les conditions déterminées par le code des communes et qui est depuis 2015 la Métropole européenne de Lille.
Lomme n'étant plus une commun de plein exercice, elle a cessé d'en être membre en 2000.

### Tendances politiques et résultats
Après le premier tour des élections municipales de 2020, le 15 mars, le confinement lié à la pandémie de Covid-19 a retardé de trois mois la tenue du second tour, le 28 juin. Celui-ci se solde par une quadrangulaire de laquelle sort gagnant le maire sortant Roger Vicot, poursuivant une série de mandats avec un maire PS.

### Liste des maires
| Période        | Période | Identité                                 | Étiquette    | Qualité |                                                                                  |
| -------------- | ------- | ---------------------------------------- | ------------ | --- | -------------------------------------------------------------------------------- |
| 1790           | 1791    | François Joseph Nollet                   |              | |                                                                                  |
| 1791           | 1795    | Antoine Joseph Lernould                  |              | |                                                                                  |
| 1795           | 1812    | François Joseph Deroullers               |              | |                                                                                  |
| 1812           | 1814    | Henri Jules Eugène de Waresquiel (Père)  |              | |                                                                                  |
| 1814           | 1819    | François-Marie de Waresquiel             |              | |                                                                                  |
| 1819           | 1828    | Henri Jules Eugène de Waresquiel (Fils)  |              | |                                                                                  |
| 1828           | 1830    | Pierre Robert Joseph de Mengin-Fondragon |              | Baron |                                                                                  |
| 1830           | 1860    | Philippe François Joseph Coisne          |              | |                                                                                  |
| 1860           | 1865    | Imbert de La Phalecque                   |              | |                                                                                  |
| 1865           | 1892    | Eugène F.J. Becquart                     |              | |                                                                                  |
| 1892           | 1896    | Gustave Jolivet                          |              | |                                                                                  |
| 1896           | 1902    | Ernest Loyer                             |              | Filateur, président du syndicat des filateurs de coton du Nord Député du Nord (2e circ.) (1893 → 1902) |                                                                                  |
| 1902           | 1908    | Jules Lescroart                          |              | |                                                                                  |
| 1908           | 1919    | Louis Nicolle                            | FR           | Filateur de lin Député du Nord (1924 → 1928) Député du Nord (1re circ. de Lille) (1932 → 1936) Ministre de la Santé publique et de l'éducation physique (Janvier 1936 → Juin 1936) Officier de la Légion d'honneur Président de la Société des sciences, de l'agriculture et des arts de Lille |                                                                                  |
| 1919           | 1944    | Eugène Dereuse,                          | SFIO         | Cafetier Député du Nord ([[Cinquième circonscription de Lille | 5e circ. de Lille]]) (1924 → 1936) Conseiller général d'Haubourdin (1934 → 1940) |
| 1944           | 1945    | Auguste Lamoitie                         |              | |                                                                                  |
| 1945           | 1947    | G. Sgard                                 |              | |                                                                                  |
| 1947           | 1990    | Arthur Notebart,                         | SFIO puis PS | Représentant de commerce Député du Nord (2e circ. puis 5e circ.) (1951 → 1958 et 1962 → 1988) Président de la Communauté urbaine de Lille (1971 → 1989) Conseiller général d'Haubourdin (1945 → 1982) Conseiller général de Lomme (1988 → 1994) Démissionnaire                                 |                                                                                  |
| septembre 1990 | 2000    | Yves Durand                              | PS           | Député du Nord (11e circ.) (1988 → 1993 et 1997 → 2017) Conseiller général de Lomme (1994 → 1997) |                                                                                  |

| Période        | Période                         | Identité          | Étiquette | Qualité |
| -------------- | ------------------------------- | ----------------- | --------- | --- |
| 2000           | 2012,                           | Yves Durand       | PS        | Député du Nord (11e circ.) (1988 → 1993 et 1997 → 2017) Démissionnaire après sa réélection comme député |
| 2012           | 2022                            | Roger Vicot       | PS        | Ancien directeur de la communication de la Ville de Lille Conseiller général de Lomme (2008 → 2015) Conseiller départemental de Lille-6 (2015 → 2021) Vice-président du conseil général du Nord (2011 → 2015) Liste des députés du Nord (11e circ.) (2022 → ) Vice-président de la métropole européenne de Lille (? → 2022) Démissionnaire à la suite de son élection comme député |
| septembre 2022 | En cours (au 19 septembre 2022) | Olivier Caremelle | PS        | Professeur d'histoire puis directeur de cabinet du maire de Grande-Synthe Conseiller départemental de Lille-6 (2022 → ) |

### Politique de transitions écologique, économique et sociale
La Ville de Lomme a participé aux côtés des communes associées de Hellemmes et Lille à l'élaboration d'un Agenda 21 en 2002, et d’un Plan Climat Territorial (2012).

### Distinctions et labels
En 2011, Lomme a été récompensée par le label « Ville Internet @@@ ».
En 2019, la ville a été récompensée par le label «Ville Prudente ».
En 2021, Lomme signe une charte lui faisant bénéficier du "Label S3A" et dans laquelle la ville s'engage à accompagner les handicapés mentaux.

## Équipements et services publics

### Enseignement
La ville de Lomme compte :
- huit écoles maternelles ;
- onze écoles élémentaires ;
- trois collèges ;

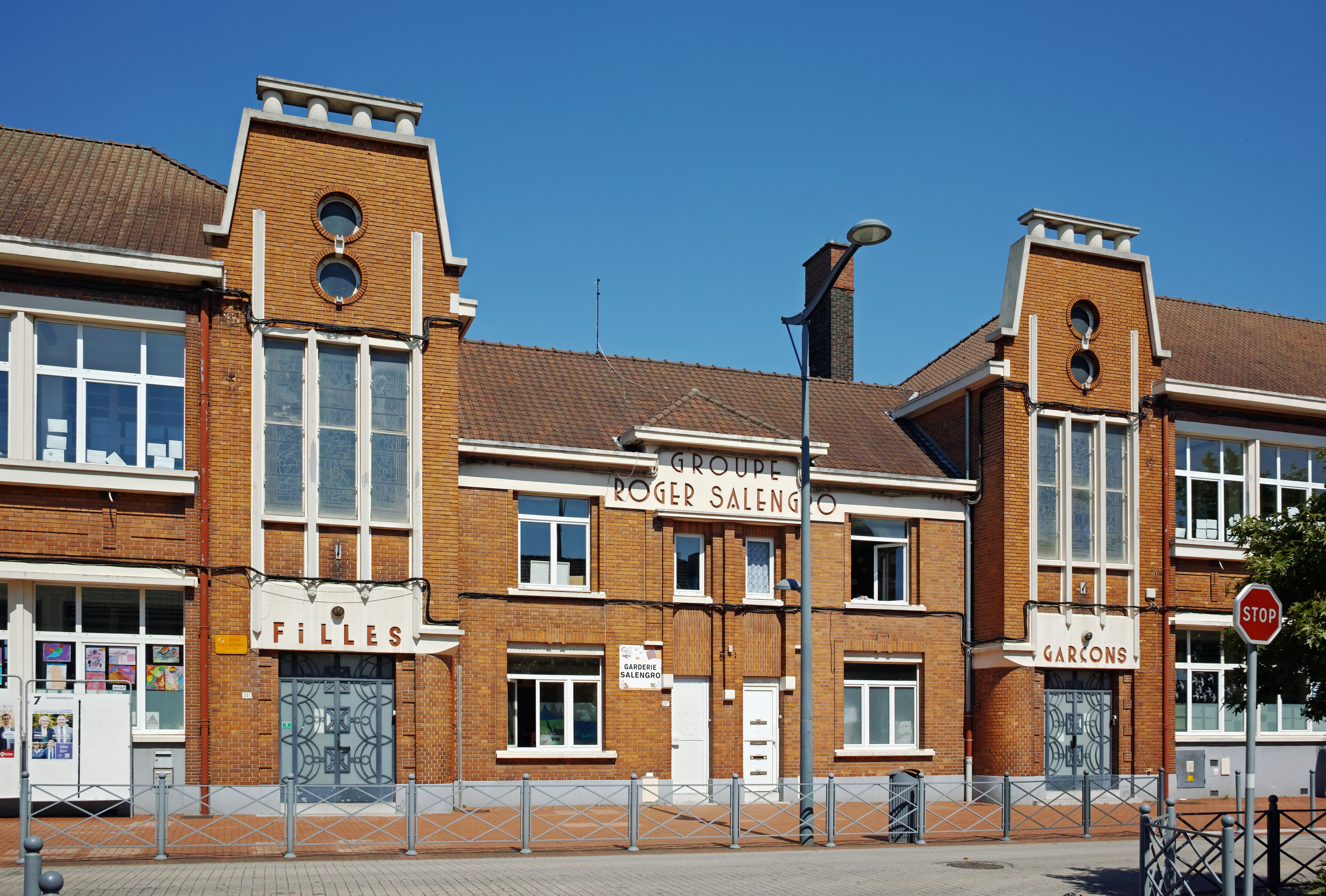
L'école élémentaire Roger-Salengro

- trois lycées (dont le lycée technique régional du bâtiment et du génie civil Jean-Prouvé) ;
- un centre de formation d'apprentis, l'Établissement régional d'enseignement adapté (EREA) ;
- un Centre régional des arts du cirque.

## Population et société

### Démographie
| 1793  | 1800  | 1806  | 1821  | 1831  | 1836  | 1841  | 1846  | 1851  |
| ----- | ----- | ----- | ----- | ----- | ----- | ----- | ----- | ----- |
| 1 782 | 1 757 | 1 737 | 1 767 | 2 067 | 2 181 | 2 309 | 2 480 | 2 421 |

| 1856  | 1861  | 1866  | 1872  | 1876  | 1881  | 1886  | 1891  | 1896  |
| ----- | ----- | ----- | ----- | ----- | ----- | ----- | ----- | ----- |
| 2 465 | 2 952 | 3 596 | 3 870 | 4 099 | 4 364 | 4 836 | 5 245 | 5 677 |

| 1901  | 1906  | 1911   | 1921   | 1926   | 1931   | 1936   | 1946   | 1954   |
| ----- | ----- | ------ | ------ | ------ | ------ | ------ | ------ | ------ |
| 7 065 | 9 152 | 10 761 | 11 321 | 18 288 | 20 684 | 21 583 | 18 469 | 23 488 |

| 1962   | 1968   | 1975   | 1982   | 1990   | 1999   | 2006   | 2011   | 2016   |
| ------ | ------ | ------ | ------ | ------ | ------ | ------ | ------ | ------ |
| 27 650 | 29 315 | 29 262 | 28 281 | 26 549 | 27 940 | 28 088 | 26 923 | 27 267 |

| 2021   | 2022   | - | - | - | - | - | - | - |
| ------ | ------ | - | - | - | - | - | - | - |
| 28 082 | 28 165 | - | - | - | - | - | - | - |

### Vie associative
Lomme compte plus de 130 associations[Quand ?][réf. nécessaire].
On y trouve aussi :
- Le Centre régional des arts du cirque, qui propose des cours pour les amateurs à partir d'un an (avec leurs parents) jusqu'aux adultes, une classe de préparation aux concours, une formation artistique en trois ans et une formation pédagogique au BIAC et au BPJEPS "activités du cirque". Des résidences d'artistes, un studio de création et une programmation de cirque complètent ses activités.
- L'odyssée, médiathèque construire en 2002, associée à la Bibliothèque municipale de Lille en 2016.

### Sport et loisirs

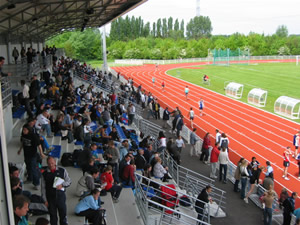
Le stade des Ormes

Équipements sportifs de la commune :
- le stade des Ormes
- une piscine municipale
- onze salles de sport
- dix terrains de football

Parmi les différents clubs sportifs de la ville, le Lomme Lille Métropole handball évolue à haut niveau.
Entre 1985 et 1987 fut ouvert un parc de loisirs dénommé "Le parc de Lomme" (ou Lillom) qui fut rapidement fermé à cause de la concurrence avec le parc Bellewaerde.
Le Kinepolis, le plus grand cinéma multiplexe de France, qui compte 23 salles totalisant plus de 6800 places.

## Économie
Catégories socio-professionnelles de la population active lommoise en 1999 :
- agriculteurs : 0,11 %
- artisans, commerçants, chefs d’entreprises : 5,09 %
- cadres, professions intellectuelles : 6,08 %
- professions intermédiaires : 17,17 %
- employés : 33,85 %
- ouvriers : 37,71 %

Lomme abrite plus de 600 entreprises sur son réseau « entreprendre », une zone commerciale, une plate-forme multimodale, une clinique et un établissement hospitalier, un Marché d’intérêt national : « Le Marché de Gros – Lille ».

## Culture locale et patrimoine

### Personnalités liées à la commune
- Maximilien Vilain de Gand (1530-1583), seigneur de Lomme.
- Louis de Gand-Vilain (1678-1767), prince d’Isenghien, maréchal, seigneur de Lomme.
- Anne Delavaux (pcd) (XVIIe siècle), dite Antoine Datis, dite Bonne-Espérance, célèbre héroïne qui fit la guerre dans l'armée espagnole, sous Louis XIV ; et sa compagne, dite la Jeunesse, qui eut la tête emportée par un boulet à l'attaque de La Bassée.[réf. nécessaire]. Le Géant de Lomme la représente.
- Auguste Lepoutre (1825-1903), homme politique né à Lomme, député du Nord.
- Étienne Poulet (1890-1960), aviateur français, né à Lomme au Château d'Isenghien.
- Raymond Debruyckere (1907-1973), coureur cycliste.
- Robert Clément (1907-1991), architecte de l'hôtel de ville et d'écoles, professeur d'architecture.
- Amandine Henry (1989 - ), internationale française de football, ayant débuté à Lomme.
- Marceau Stricanne (1920-2012), international français de football, né à Lomme.
- Eugène Descamps (1922-1990), syndicaliste français, né à Lomme.
- Marcel Lefebvre (1905-1991), homme d'église, archevêque de Dakar (1947-1962), vicaire à la paroisse Notre-Dame de Lourdes au Marais de Lomme de 1930 à 1931.
- Roland Clauws (1933-2004), footballeur professionnel, né à Lomme.
- Maud Schatteman (1989-), Miss Prestige Artois-Cambrésis-Hainaut 2011 pour Miss Prestige National, 1re dauphine de Miss Prestige National 2012 et participante à la saison 4 de Bachelor, le gentleman célibataire sur NT1 en 2013.

### Le Géant de Lomme

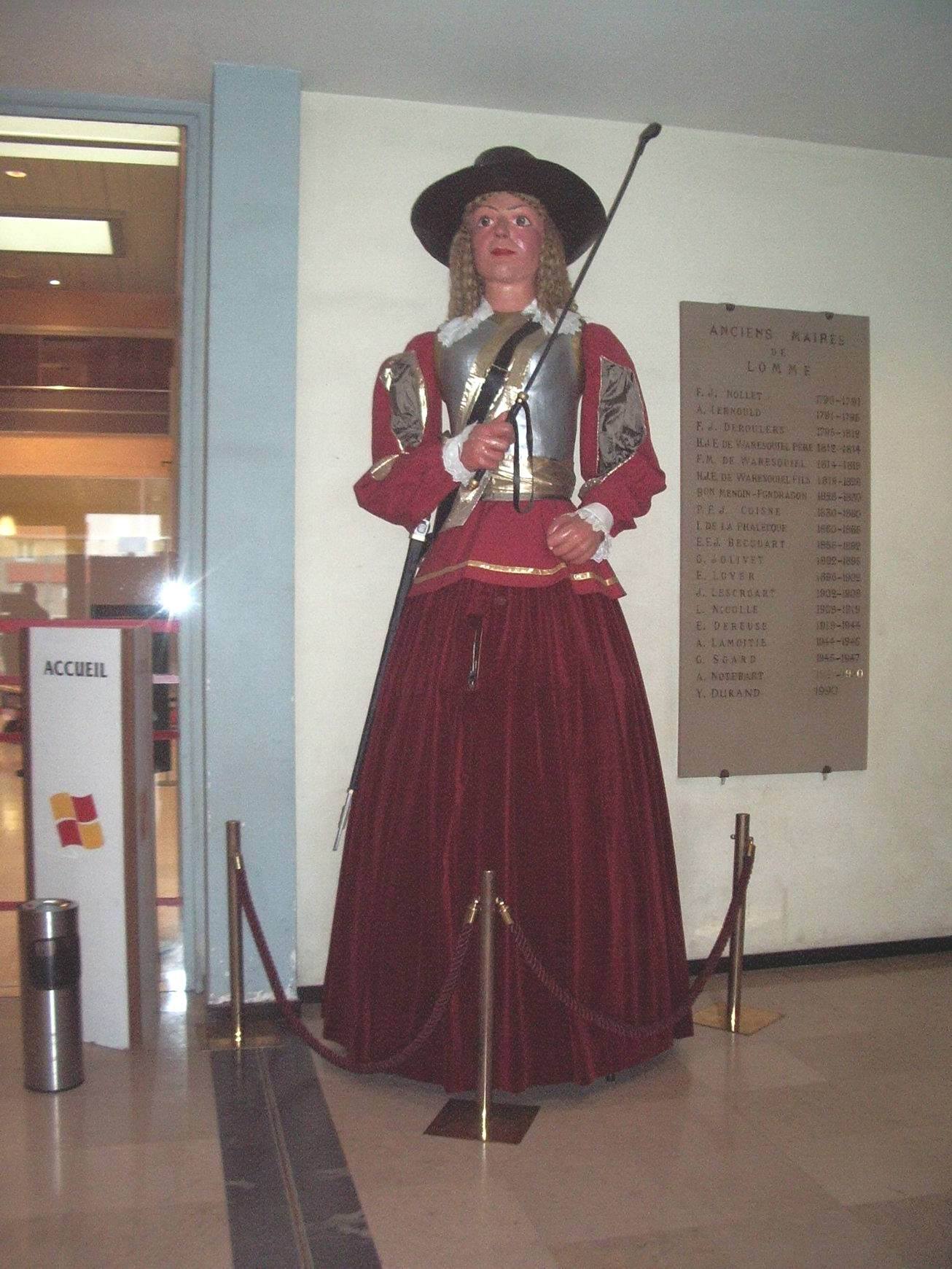
Le géant de Lomme d'Anne Delavaux, exposé dans le hall de la mairie.

Comme beaucoup de villes des Flandres, Lomme possède une géant. Celui-ci représente Anne Delavaux, une Lommoise qui combattit comme porte-étendard pendant la Fronde sous des habits d'hommes dans l'armée espagnole, au temps où Lomme était sous domination espagnole. Elle se signala par de nombreux exploits sous le nom d'Antoine de Bonne-Espérance. C'est au moment où elle fut blessée sur le champ de bataille, qu'on découvrit sa supercherie. Elle fut alors confiée à l'abbaye du repos de Notre-Dame de Marquette, puis partit en retraite à l'abbaye-hôpital de La Byloke à Gand où étaient soignés les soldats malades ou blessés.
On peut le voir dans la salle d'accueil de la mairie de Lomme. Il sort une fois par an au moment du carnaval au mois de juin.

### Héraldique
| Blason de Lomme | Blason  | Bandé d'or et de gueules, de six pièces" |
| Blason de Lomme | Détails | Ce blason est identique pour les villes de Avesnes-sur-Helpe, Cartignies, Concressault, Damousies, Dimechaux, Dimont, Felleries, Larouillies, Ramousies Le statut officiel du blason reste à déterminer. |